# Jörg-Peter Mittmann

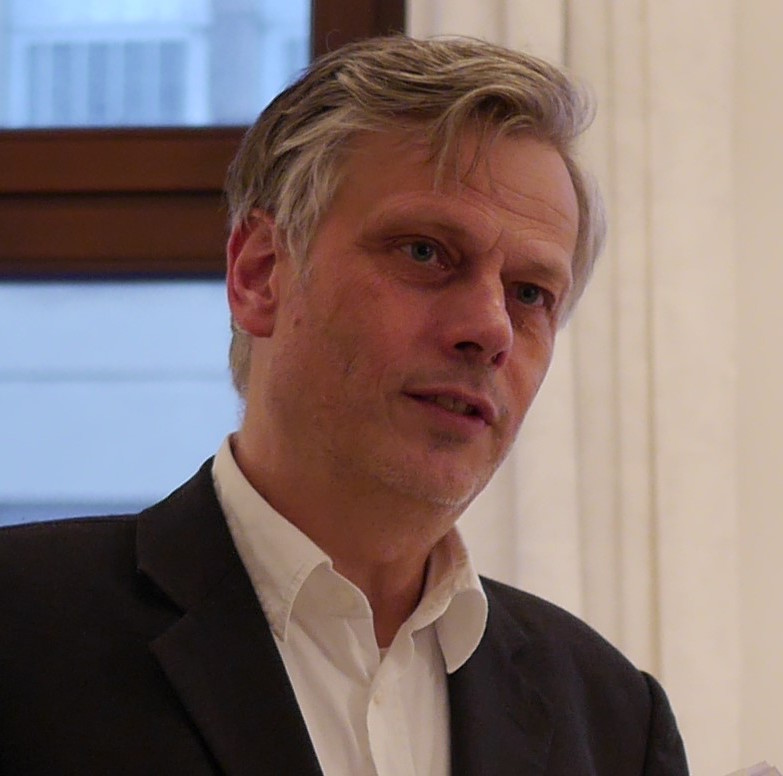
Jörg-Peter Mittmann (2015)

Jörg-Peter Mittmann (* 1962 in Minden) ist ein deutscher Komponist, Musikwissenschaftler und Philosoph.

## Leben
Mittmann erhielt seine künstlerische Ausbildung u. a. bei Giselher Klebe und Walter Steffens (Komposition), Helmut Winschermann und Gernot Schmalfuß (Oboe). Zugleich studierte er Philosophie und Geschichte (u. a. bei Reinhart Koselleck), seit 1982 mit Unterstützung der Studienstiftung des Deutschen Volkes. 1992 promovierte er in München bei Rolf-Peter Horstmann mit einer philosophischen Arbeit über Fichte, Reinhold und den frühen Deutschen Idealismus.
Er gilt als Fachmann grenzüberschreitender Themen zwischen Philosophie und Musikwissenschaft. Es folgten Publikationen, Vorträge und Seminare insbesondere zu den Themen Subjektivität, Sprachanalyse, Musikästhetik und Musiktheorie.
1990 gehörte er zu den Gründern des Ensemble Horizonte (Detmold), dessen konzeptionelle und künstlerische Leitung in seinen Händen liegt. Neben der zeitgenössischen Musik prägt die Orientierung an thematischen Leitfäden und das Zusammenwirken mit Vertretern anderer Künste die Ensemblearbeit und ebenso das kompositorische Schaffen Mittmanns.

## Werke (Auswahl)
- Triptychon (1981) für Chor und Orchester
- Versuch einer Melodie I und II (1983) für Oboe solo
- Ballade (1984) für großes Orchester
- Chiarina (1987) für Klavier
- Naturstudie I und II (1988) Raumkomposition für 3 bzw. 4 Hörner
- Kreuzweg (1992) für Oboe, Violine und Orgel
- Traum des Bösen (1993) Trio für Englischhorn, Klarinette und Horn nach einem Gedicht von Georg Trakl
- …dem All-Einen (Exkurse I, 1995) szenische Kammermusik über pantheistische Texte für Gesang. Oboe, Streichtrio und Klavier
- Sphärische Polyphonie (1995) Musik für acht Spieler nach dem Bild „Gelb-Rot-Blau“ von Kandinsky
- Kreuzgesang (1996/97) für Frauenstimme und kleines Orchester auf Texte von Nietzsche, Thomas von Aquin u. a.
- Bilder des Südens (1997) für Kammerensemble nach Bildern von Paul Klee.
- ascendant I - IV (1997/98/2000) für variable Besetzung
- Gegenstücke (1998) Zehn musikalische Marginalien für sieben Spieler
- Dona nobis pacem (1998) Konzertszene für Violine und Ensemble
- Sie heißen mich Mignon (1999) Psychogramm für Sprecher, Sängerin und Ensemble
- Landschaften der Seele (2000/2001) Streichquartett mit Worten von Paul Éluard
- „The View from Nowhere“ (2000) für Gitarre und Ensemble
- Neunundneunzig und Eins (2000) Kammermusiktheater (abendfüllend) für fünf Spieler, Pantomime und elektronische Klänge
- autopoiesis (2001/2) für sechs Spieler
- … mit Bach (2002/09) Annäherung an das Choralvorspiel „Jesus bleibet meine Freude“ für Ensemble / für kleines Orchester
- Traumspiel (2002) nach Motiven von Franz Schubert für großes Orchester
- spektral (2003) Klangbilder nach Gedichten von Georg Trakl für zehn Spieler
- tenebrae (2005) für Oboe, Violine, Viola und Violoncello
- Railroad Turnbridge (2006) für kleines Orchester
- Mit silbernen Dornen (2006) für Harfe solo
- Passacaglia (2006) für kleines Orchester
- L’aura serena (2008) musica riservata für Harfe und Gitarre
- selbdritt (2008) szenische Musik für drei Violinen
- lamento (2008) Musik mit Monteverdi für sieben Spieler (mit Anlehnung an Monteverdis „Lamento della ninfa“)
- Papillons (2009) Intermezzi für Harfe, Viola und Oboe
- Dem Unendlichen (2009) Musik auf Worte von Klopstock für Sopran und 6 Instrumente
- Die Zwitschermaschine (2009) Hommage a Kle(b)e für Streichorchester und Schlagzeug
- Vor des Wassers fließendem Gesicht (2010) Reflexionen über ein Gedicht von Rilke für Sänger und Ensemble
- Gravity's Rainbow (2010) Rhapsodie nach Motiven des gleichnamigen Romans von Thomas Pynchon für 10 Blechbläser und Schlagzeug
- Phantasma (2011) Intermezzo für großes Orchester[1]
- Kristallisation (2012) für Vibraphon und Harfe
- Du meine Seele singe (2012) rituelle Szene für Trompete, Harfe und Schlagzeug
- crucifixus (2013) Paraphrase über einen Chorsatz von Monteverdi für Chor und 9 Instrumente
- transit (2013) Vier Allusionen für Streichquintett (2 Vl 2 Va Vc)
- Jenseits der Bläue (2013) für sieben Instrumente
- Dem Himmel entgegen... (2013) für Vokal- und großes Instrumentalensemble
- sprachlos (2014) Diskurs für zehn Musiker
- Silhouette (2015) Raummusik für Ensemble (Flöte, Oboe, Klarinette, Posaune, Schlagzeug (2), Harfe, Violine, Viola und Violoncello)
- Szenen I-III (2015) für elf Musiker
- Sieben Strophen Heimat (2016) für Frauenstimme, Flöte, Gitarre und Violoncello
- Toccata (2016) für drei Gitarren
- Nachtphantasie (2017) für Frauenstimme und Klavier
- Klangmomente (2017) drei Stücke für Gitarre solo
- Spiel im Wind (2018) für Harfenquartett
- Wald der Widersprüche (2018/19) für sieben Spieler (Flöte, Oboe, Saxophon, Akkordeon, Klavier, Violoncello und Kontrabass)
- Fragile Harmonie (2019) Beethoven-Momente für Ensemble (Flöte, Klarinette, Schlagzeug, Klavier und Streichquartett)
- Umwölkter Strahl (2019) auf den Spuren von Beethovens Klaviersonate d-Moll (op. 31 Nr. 2) für Klavier solo
- amissa (2020) für Sänger und Ensemble

## Veröffentlichungen (Auswahl)
- Musikerberuf und bürgerliches Bildungsideal in: R. Koselleck (Hrsg.): Bildungsbürgertum im 19. Jahrhundert. Teil II Stuttgart 1990
- Tathandlung und absolutes Subjekt in: Philosophische Rundschau 4/1993 S. 274–290
- Das Prinzip der Selbstgewißheit. Fichte und die Entwicklung der nachkantischen Grundsatzphilosophie (PDF; 1,1 MB) Bodenheim: Athenäum Hain Hanstein, 1993
- Über die präreflexive Existenz meiner selbst in: Ch.Asmuth (Hrsg.): Sein - Reflexion - Freiheit Amsterdam, Philadelphia 1997
- Vom sprachlichen Zugang zum Absoluten in: Philosophische Rundschau 2/1997 S. 64–73
- Meta-Musik. Zum Problem musikalischer Selbstreferenz in: G.Scholtz u. a.(Hrsg.): Philosophischer Gedanke und musikalischer Klang Frankfurt a. M. 1999
- Der musikalische Gedanke. Versuch einer Typologisierung in: W.Keil/J.Arndt (Hrsg.): „Was du nicht hören kannst, Musik“ - zum Verhältnis von Musik und Philosophie im 20. Jahrhundert, Hildesheim 1999
- Zwischen Mythos und Moderne – neue Tendenzen der Descartes-Rezeption in: Philosophische Rundschau 4/2000
- ‚JÁ JSEM’. KOMENTÁŘ K § 1 ZÁKLADU VŠEHO VĚDOSLOVÍ in: Jindrich Karásek / Jiří Chotaš (Hrsg./Übers.): Fichtova teorie subjektivity S. 28–60 Praha 2007
- Können musiktheoretische Aussagen empirisch verifiziert werden? (PDF; 237 kB) in: J. Ph. Sprick, R. Bahr, M. v. Troschke (Hrsg.): Musiktheorie im Kontext Berlin 2008 S. 115–124
- Intramedial Reference and Metareference in Contemporary Music in: Werner Wolf (ed.) Metareference in the Arts and Media Amsterdam 2009
- Der dodekaphone Impressionist - Zu Luigi Dallapiccolas piccola musica notturna in: Zeitschrift der Ges. für Musiktheorie (hrsg. von Folker Froebe) 7/2 (2010)
- Musikalische Selbstauslegung: eine sichere Quelle historischer Musiktheorie ? Überlegungen zu Skrjabin und Schönberg in: Musiktheorie als interdisziplinäres Fach. 8. Kongress der Gesellschaft für Musiktheorie Graz 2008 (musik.theorien der gegenwart 4), hrsg. von Christian Utz, Saarbrücken: Pfau 2010, S. 401–412.
- Der Wegweiser - Künstlerisches Schaffen und theoretische Reflexion bei Anton Webern (PDF; 233 kB) in: Kreativität - Struktur und Emotion, hrsg. von A. Lehmann, A. Jeßulat und Ch.Wünsch, Würzburg, Königshausen & Neumann 2013, S. 304–315.